# Eriodonta
Eriodonta is een geslacht van vlinders van de familie tandvlinders (Notodontidae).

## Soorten
- E. castanea Rothschild, 1915
- E. leucorhetha Tams, 1935